# Per Krohg

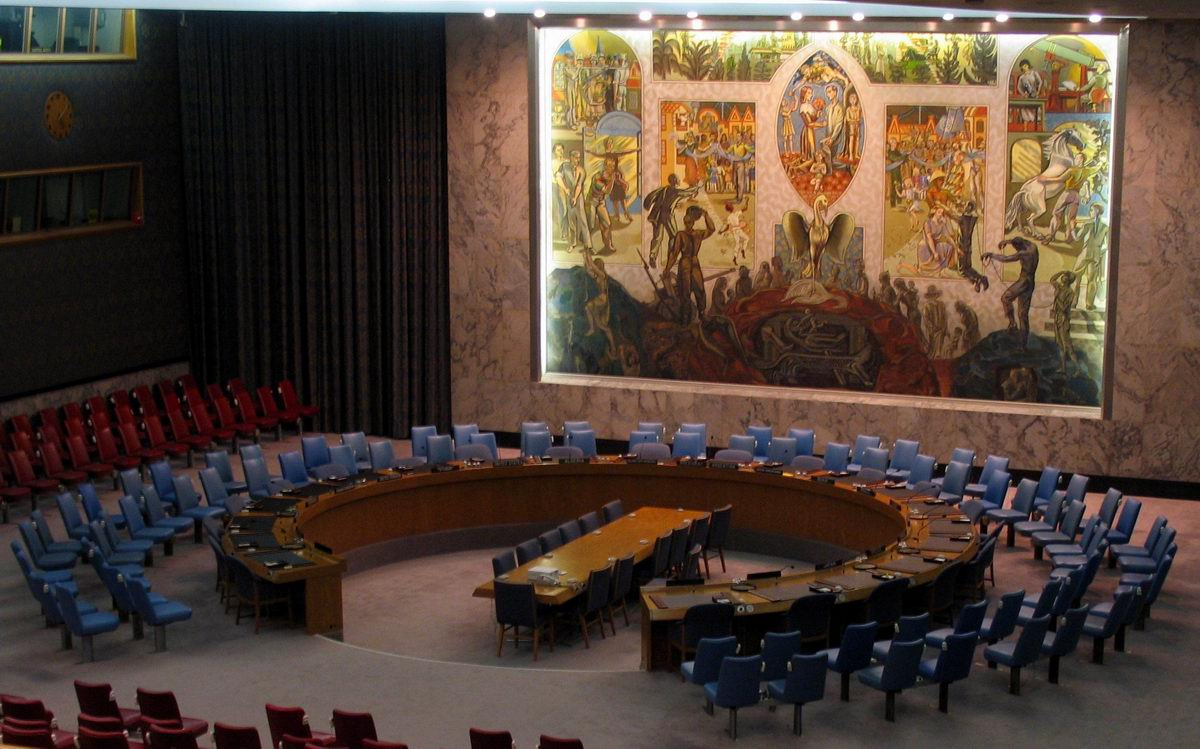
Mural de Per Krohg a la Sala del Consell de Seguretat de l'ONU a Nova York (2005).

Per Krohg (18 de juny de 1899 - 3 de març de 1965) va ser un artista noruec. Fill dels pintors Oda i Christian Krohg, se'l reconeix especialment pel seu mural, exposat al Consell de Seguretat de l'ONU a Nova York.